# Microseris elegans
Microseris elegans là một loài thực vật có hoa trong họ Cúc. Loài này được Greene ex A.Gray mô tả khoa học đầu tiên năm 1884.